# 国家行政学院 (法国)
國家行政學院（法語：École nationale d'administration，縮寫：ENA），曾是法國著名的大學校之一，於1945年戴高樂政府時期創立，2021年12月31日被廢止，由國立公共服務學院所取代。
國家行政學院作用為訓練高級文官或者行政法院法官，每年只招收百多人，校友（稱“Enarque”）多有從政之輩（進入政治界的校友另稱為“Enarchie”），故有人稱法國政治為“ENACRACY”（ENA統治）。在法兰西第五共和国的历史上，曾经有4位总统、7位总理以及众多部长毕业于此学校。國家行政學院與巴黎高等師範學校相同，沒有獨立頒發學位的權力。
國家行政學院、巴黎HEC商學院以及巴黎政治學院可以說是法國政治界及商業界領袖的三大搖籃。

## 概況
ENA學生主要來自巴黎政治學院、高等师范学校、一般大學畢業生或有8至10年工作經驗的社會人士（40歲以下，接受26個月的密集訓練，前12個月在省政府或民間企業實習，後14個月在巴黎本部或1991年成立的斯特拉斯堡分校進行外文、公共行政、法律學、經濟學、國際關係、歐盟事務的研究，並依畢業成績分發工作單位，此一成績往往決定此人一生前途。

## 評價
雖然ENA提供了大批菁英人才，但在現在瞬息萬變的時代，讀兩三年書就受用一生乃是天方夜譚，加上校友壟斷公部門重要職務，形成派系，甚為人所詬病。
2019年4月，法國總統埃马纽埃尔·马克龙面對持續多時的黃背心運動，宣佈將會關閉国家行政学院。
2021年4月，馬克宏宣布關閉此菁英學校，學校於同年12月遭廢除，由國立公務學院取代。

## 知名校友
- 吉斯卡尔·德斯坦
- 雅克·希拉克
- 多米尼克·德维尔潘
- 利昂内尔·若斯潘
- 塞格琳·罗雅尔
- 埃马纽埃尔·马克龙